# Sydney Chaplin (attore 1885)
Sydney John Chaplin, conosciuto anche come Syd Chaplin (Londra, 16 marzo 1885 – Nizza, 16 aprile 1965), è stato un attore e regista inglese.

## Biografia

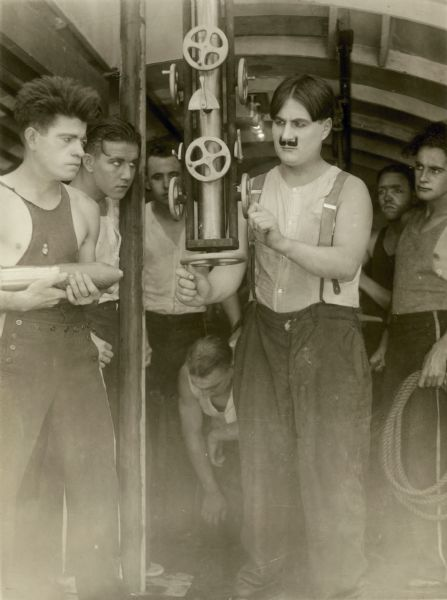
Sydney Chaplin (con i baffi) in una scena di A Submarine Pirate (1915)

Figlio dell'attrice Hannah Harriette Hill, assunse il cognome Chaplin quando questa sposò Charles Chaplin senior: per parte di madre fu dunque fratello maggiore di Charlie Chaplin, a cui fece da agente, e dell'attore e regista Wheeler Dryden. Nel 1890 per le precarie condizioni finanziarie della famiglia, Sydney e il fratellastro Charlie trascorsero due anni fra collegi e istituti per orfani a Lambeth. Sydney era di origine ebraica da parte di padre, ma nel decennio 1930-40 la propaganda nella Germania nazista e la stampa americana indicarono anche Charlie come ebreo.
Nel 1900, quando Charlie aveva undici anni, Sydney riuscì a fargli ottenere il ruolo comico di un gatto nella pantomima Cinderella (Cenerentola), rappresentata all'Hyppodrome di Londra, nella quale recitava anche il famoso clown Marceline. Nello stesso anno Sydney si imbarcò su una nave come trombettista: il peso della madre ricadde così sulle spalle del piccolo Charlie. Nonostante la buona volontà, la vita era estremamente dura e la madre fu addirittura ricoverata in ospedale con una diagnosi di depressione causata dalla denutrizione.

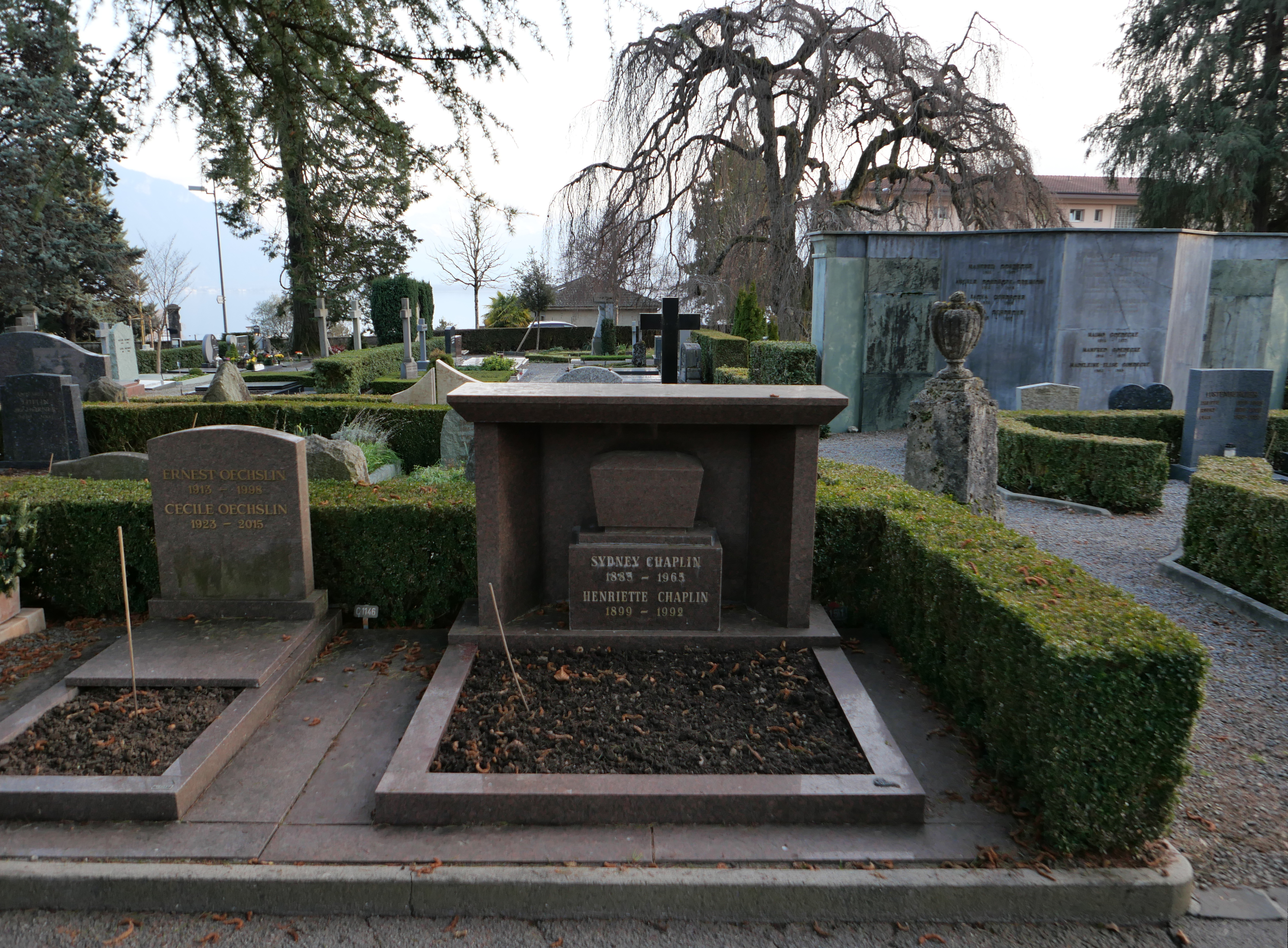
La tomba nel 2024.

Fra il 1906 e il 1907 Charlie arrivò ne Il Circo di Casey, misto di varietà e numeri circensi. L'esperienza permise al futuro Charlot di familiarizzare con il mondo del circo e di entrare nella compagnia di Fred Karno dove Sydney già vi lavorava. Quando Charlie passò alla First National, con cui fece dieci film, fino al 1923 grazie anche all'interessamento di Sydney, ormai suo procuratore, il comico ottenne un ingaggio da un milione di dollari, cachet mai guadagnato prima da un attore di film muti. 
Nel 1929 il sonoro era diventato ormai pressoché irrinunciabile per qualsiasi regista dell'epoca. Sydney non esitò a proporre l'idea al fratello di una pellicola sonorizzata, ma Charlie era molto scettico rispetto alla nuova invenzione e tentò in tutti i modi di restare alla pantomima che lo aveva reso celebre. Chaplin trovò la sua ultima dimora nel cimitero di Clarens-Montreux. La sua seconda moglie Henriette, nata Leoneanu (1899-1992), fu sepolta qui.

## Filmografia

### Attore[1]
- Fatty's Wine Party, regia di Roscoe Arbuckle (1914)
- His Prehistoric Past (1914)
- Among the Mourners (1914)
- A Steel Rolling Mill (1915)
- Gussle, the Golfer (1915)
- Hushing the Scandal (1915)
- Giddy, Gay, and Ticklish (1915)
- Caught in a Park (1915)
- That Springtime Feeling (1915)
- Gussle's Day of Rest (1915)
- Gussle Rivals Jonah (1915)
- Gussle's Wayward Path (1915)
- Gussle Tied to Trouble (1915)
- Gussle's Backward Way (1915)
- Lover's Lost Control (1915)
- No One to Guide Him (1915)
- A Submarine Pirate (1915, regia di Charles Avery e di Syd Chaplin)
- Vita da cani (A Dog's Life), regia di Charlie Chaplin (1918)
- The Bond, regia di Charlie Chaplin (1918)
- Charlot soldato (Shoulder Arms), regia di Charlie Chaplin (1918)
- King, Queen, Joker (1921)
- Giorno di paga (Pay Day), regia di Charlie Chaplin (1922)
- Il pellegrino (The Pilgrim), regia di Charlie Chaplin (1923)
- The Rendezvous (1923)
- Her Temporary Husband (1923)
- The Galloping Fish, regia di Del Andrews (1924)
- The Perfect Flapper (1924)
- Hello, 'Frisco (1924)
- Charley's Aunt (1925)
- Il gentiluomo cocchiere (The Man on the Box), regia di Charles Reisner (1925)

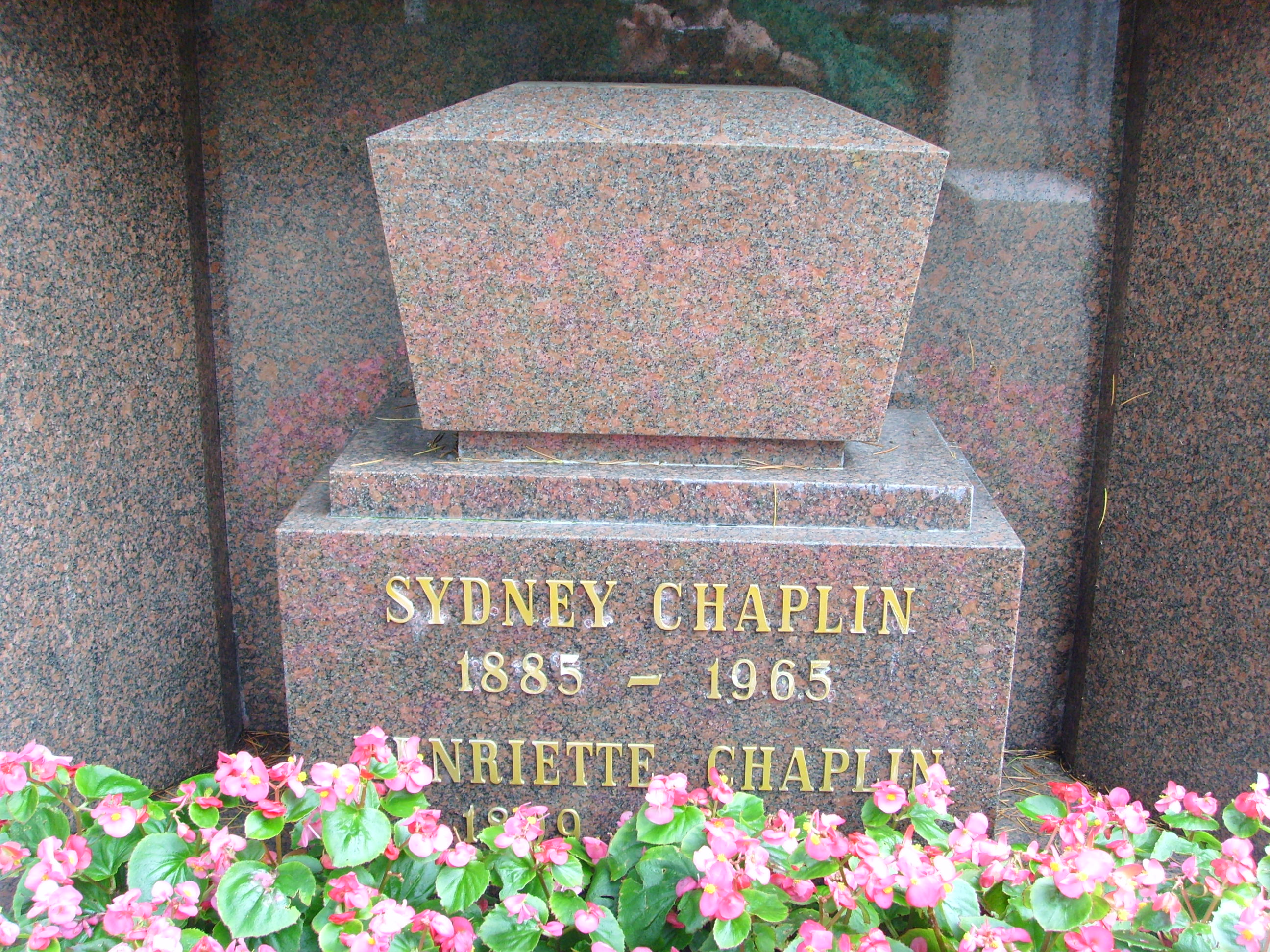
Tomba di Sydney Chaplin

- Oh, What a Nurse! (1926)
- The Better 'Ole (1926)
- The Fortune Hunter (1927)
- The Missing Link (1927)
- A Little Bit of Fluff (1928)

### Regista
- Gussle's Backward Way, co-regia di Charles Avery (1915)
- A Submarine Pirate, co-regia di Charles Avery (1915)
- A Lover's Lost Control (1915)
- Gussle Tied to Trouble (1915)
- Gussle Rivals Jonah (1915)
- Gussle's Wayward Path (1915)
- King, Queen and Joker (1921)